# Habicht
Habicht lub Hager – wybitny szczyt w południowo-wschodniej części Stubaier Alpen. Habicht położony jest w zachodniej części Austrii, na terenie landu Tyrol.

## Topografia
Habicht położony jest w bocznej grani Stubaier Alpen, w ich wschodniej części. Przez długi czas uznawany był za najwyższy szczyt Stubaier Alpen. Wyraźnie wybija się ponad sąsiadujące szczyty i góruje nad trzema dolinami: Stubai Tal na północy i zachodzie, Pinnistal na północnym wschodzie i Gschnitztal na południu. Wszystkie trzy doliny leżą ponad 2000 m poniżej szczytu Habicht. Najbardziej imponująco przedstawia się Habicht od strony doliny Pinnistal, sprawiając wrażenie ogromu masywu skalnego i niedostępności.

## Turystyka
Mimo pozornej niedostępności Habicht jest względnie łatwo dostępnym szczytem Stubaier Alpen (drogą normalną – IFAS: F+, supérieur facile; UIAA: I). Pierwszego odnotowanego wejścia, w 1836 r., dokonali P.C. Thurwieser i I. Krösbacher.
Punktem wyjścia jest schronisko Innsbrucker Hütte (2369 m), do którego dojść można od południa z miejscowości Gschnitz w dolinie Gschnitz Tal. Szczyt jest dostępny dla doświadczonych turystów górskich i nie wymaga użycia specjalistycznego sprzętu, o ile na grani nie ma śniegu. Droga normalna od schroniska prowadzi rodzajem skalnej grzędy, a następnie, po przejściu niewielkiego połogiego pola lodowego, popod ostrzem wschodniej grani. Drogę w bardziej eksponowanych miejscach ubezpieczają liny druciane. Czas wejścia od schroniska: około 3 h.